# Emberi koponya

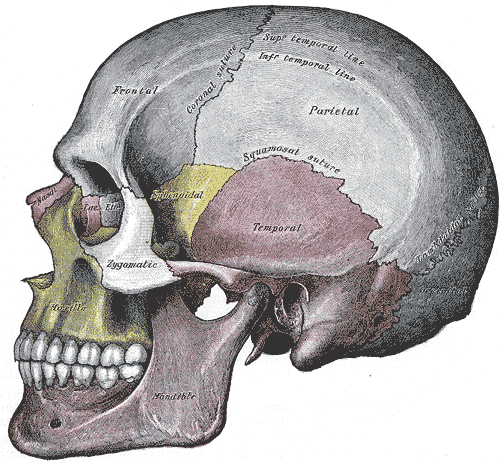
Az emberi koponya oldalról

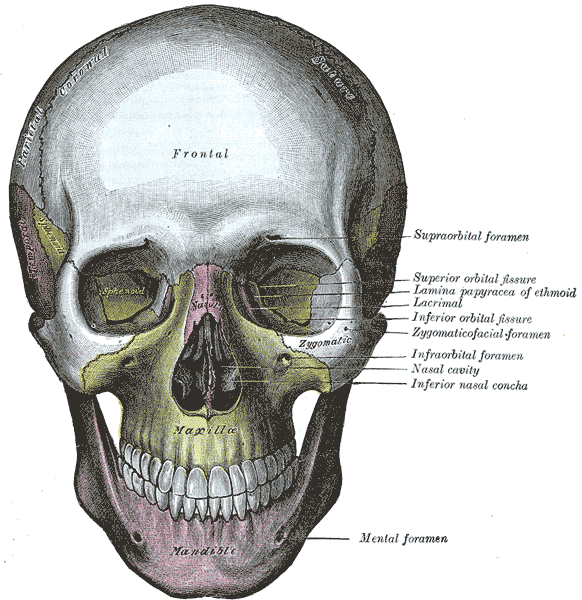
Az emberi koponya szemből

Az emberi koponya 28 csontból áll (22 csont + 6 hallócsont). A koponya csontjait két nagyobb részre oszthatjuk: az agykoponyára és az arckoponyára.

## Agykoponya
Az agykoponya (latinul (cranium cerebrale) csontjai védelmezik az agyat a külső hatásokkal szemben. Az agykoponya csontjai fontos szerepet töltenek be a vér alakos elemeinek az előállításában (vörösvértest, fehérvérsejtek, vérlemezek), mivel csontvelőt tartalmaznak (Koponyatetőt alkotó csontok középrétegében). Az agykoponya csontjai varratosan ízesülnek egymáshoz, ez azt jelenti, hogy miután véglegesen kialakultak, nem tudnak elmozdulni egymáshoz képest. Az agykoponya legnagyobb csontja a falcsont (os parietale), amely páros csont és hátul, két oldalról fogja közre az agyat. A két falcsont felül a nyílvarrattal kapcsolódik össze. A falcsont a lambdavarrattal (sutura lambdoidea) kapcsolódik a nyakszirtcsonthoz (os occipitale), mely az agykoponya hátsó részén található, páratlan csont. A nyakszirtcsont alján középen található az öreglyuk (foramen magnum), ahol a nyúltvelő medulla oblongata folytatódik a gerincvelőbe lép ki. A falcsont a pikkelyvarrattal ízesül a halántékcsonthoz. A halántékcsont (os temporale) területén a legsebezhetőbb a koponya. A csont latin neve arra utal, hogy itt kezd el őszülni az ember leghamarabb. A fül előtt található az ékcsont (os sphenoidale). A koponya elülső részén lehet látni a homlokcsontot (os frontale), amely a koszorúvarrattal (sutura coronalis) kapcsolódik a falcsonthoz.

## Arckoponya
Az arckoponya több csontot tartalmaz, mint az agykoponya. Alulról felfele haladva először az állkapocscsonttal (mandibula) találkozunk, ezen helyezkedik el az alsó fogsor. Az állcsúccsal (protuberantia mentalis) csak az ember rendelkezik. Az állkapocs a járomcsonttal (os zygomaticum) és a halántékcsonttal ízesül. A járomcsont (köznyelvi nevén pofacsont) páros csont. A felső állcsonton (maxilla) található a felső fogsor. A szájüreg (cavum oris) felső részét a szájpadcsont (os palatinum) alkotja. A szájpadcsont mögött található az ekecsont (vomer). Az orrüregben (cavum nasi) található az orrcsont (os nasale) és a rostacsont (os ethmoidale), amely könnyen eltörhet. A könnycsont (os lacrimale) a szemüreg (orbita) orr felőli részén helyezkedik el.

## Születés
A magzati korban még nem csontosak a koponyacsontok, hanem rostos kötőszövetből állnak. Később a dezmogén csontosodási folyamat során csontosodnak meg. Újszülöttnél ez a folyamat még nem fejeződött be. A koponyacsontok között rostos lemezek, ún. kutacsok vannak. Ezek alkalmazkodnak a szülőcsatornán át történő kijutáskor keletkező nyomáshoz, később pedig az agy növekedéséhez. Másfél éves kor körül a dezmogén csontosodás befejeződik, a kutacsok záródnak.